# 나이트메어 7: 뉴 나이트메어
《나이트메어 7: 뉴 나이트메어》(영어: Wes Craven's New Nightmare 혹은 영어: New Nightmare)는 1994년에 개봉한 미국의 메타 초자연 슬래셔 영화이다. 나이트메어 시리즈 1편을 만들었던 웨스 크레이븐이 다시 감독과 각본을 맡았다. 《나이트메어 6: 프레디 죽다》(1990)의 속편이며 나이트메어 영화 시리즈 일곱 번째 작품이다.
평단으로부터 대체로 호평을 받았다.
2003년 13일의 금요일 시리즈와 크로스오버한 속편 《프레디 대 제이슨》이 개봉하였다.

## 줄거리
프레디 크루거가 나이트메어 시리즈를 찍은 제작진과 배우들의 삶 속으로 침투한다. 촬영 예정이었던 영화 시나리오가 현실을 덮치자 주인공은 스스로 자신의 엔딩을 만들어 낸다.

## 출연진
- 헤더 랭인캠프
- 로버트 엥글런드
- 미코 휴스
- 존 색슨
- 트레이시 미든도프
- 데이비드 뉴섬
- 프랜 베넷
- 웨스 크레이븐
- 맷 윈스턴
- W. 얼 브라운
- 린 셰이
- 제이주 가르시아

## 기타 제작진
- 공동 제작: 제이 로이
- 의상: 메리 제인 포트

## 반응
리뷰 애그리게이터 웹사이트 로튼 토마토에서 리뷰 44편을 바탕으로 75%의 지지도를 얻었으며 평점은 10점 만점에 6.4이다. 메타크리틱에서는 리뷰 21편에 근거해 100점 만점에 64점을 획득했으며 “대체로 호평”을 받은 것으로 나타났다.